# Capriglia Irpina
Capriglia Irpina är en ort och kommun i provinsen Avellino i regionen Kampanien i Italien. Kommunen hade 2 404 invånare (2017).